# Фінеас і Ферб: Кендес проти Всесвіту
«Фінеас і Ферб: Кендес проти Всесвіту» (англ. Phineas and Ferb the Movie: Candace Against the Universe) — анімаційний фільм 2020 року, заснований на американському мультсеріалі 2007—2015 років «Фінеас і Ферб», який вийшов на платформі «Disney+» 8 серпня 2020.

## Сюжет
Коли черговий винахід молодших братів Кендес, Фінеаса і Ферба, зник у присутності мами Лінди, яка на нього знов не звернула увагу, Кендес вирішила, що весь Всесвіт знущається з неї. Її намагається переконати дочка місцевого злого вченого Ванесса Дуфеншмірц, але їх викрадає інопланетна капсула, яку Кендес прийняла за чергову конструкцію Фінеса та Ферба. При невдалій спробі втечі з корабля прибульців у рятувальній капсулі Кендес розлучається з Ванессою, і постає перед вождем планети Фібла-Оот, Великим Лікарем, на самоті. Та виявляє велике співчуття Кеднес, знаходить у її бажанні пригорнути братів велику подібність із собою, називає її винятковою, оскільки та виділяє якийсь «Ремаркалоніум», дуже важлива для них речовина, і влаштовує їй чудовий прийом.
Тим часом Фінеас і Ферб дізнаються про планету, куди викрали Кендес, і для її порятунку разом з Балджитом будують портал на неї. Але роботі порталу заважає іонне поле, і тому замість планети вони потрапляють у майстерню злого вченого Дуфеншмірца, який побудував такий портал для порятунку своєї дочки Ванесси. Дізнавшись, у чому проблема, вони летять на планету на космічному кораблі Дуфеншміра, який через це поле терпить аварію. Кендес відкидає подарунок Фінеса і Ферба, який вони зробили, щоб помиритися, і Великий Лікар таємно від неї відправляє команду Фінеаса і Ферба у в'язницю, але їх рятує приставлений до них таємний агент Перрі-Качкодзьоб. Кендес дізнається, що «Ремаркалоніум» — це насправді просто вуглекислий газ, необхідний для спорової рослини «Мама», названої на честь мами Великого Лікаря, яка контролює мешканців планети, і пояснює у відповідь, що вуглекислий газ виділяє все живе на Землі. Великий Лікар вирішує завоювати Землю. Фінеас і Ферб підіймають в інопланетян повстання, і Великий Лікар зі своєю армією біжить на Землю. Команда Фінеса і Ферба слідує за ними, але Дуфеншмірц залишається на Фібла-Оот, щоб виручити доньку Ванессу, яка залишилася на планеті (яка насправді непогано освоїлася і навіть приручила місцевого дракона).
Команда Фінеаса та Ферба бореться з армією Великого Лікаря на Землі та звільняють Кендес. Виявляється, що їхній подарунок — чашка, яка показує їхні пригоди з Кендес. Рослина, що підросла на Землі під назвою «Мама» поширює суперечки над містом, і команда Фінеаса і Ферба потрапляє в полон. Великий Лікар, поговоривши з Кендес, кається в тому, що робила, але втрачає контроль над своєю рослиною і поглинається нею. У цей час Дуфеншмірц, який знайшов Ванессу, разом з її драконом і Перрі-Качкодзьобом повертаються на Землю, використовуючи «Інатор підміни себе куркою», що знаходиться на Землі. Кендес використовує цей Інатор, щоб відправити рослину «Мама» на Фібла-Оот, підмінивши її куркою, що опинилася на Фібла-Оот, де рослина гине, а Великого Лікаря полонять повсталі. Кендес знову має шанс пригорнути Фінеса і Ферба перед своєю мамою Ліндою, але вона рятує їх від викриття, попросивши маму привезти піцу.
Під час титрів батько дітей Лоренц проходить через портал, що залишився у дворі, до лабораторії Дуфеншмірца, що все ще горить від запуску ракети, і при виході руйнує портал, так що і цей винахід залишається таємницею для їхньої мами Лінди.

## У ролях
- Вінсент Мартелла — Фінеас Флінн
- Давид Эрриго мл. — Ферб Флетчер
- Ешлі Тісдейл — Кендес Флінн
- Ден Повенмаєр — доктор Гайнц Дуфеншмірц
- Ді Бредлі Бейкер — Перрі-Качкодзьоб/Агент «П»
- Джефф Марш — Френсіс Монограмм
- Елісон Стоунер — Ізабелла Ґарсіа-Шапіро
- Керолайн Рі — Лінда Флінн-Флетчер
- Річард О'Браєн — Лоренс Флетчер
- Молік Панчолі — Бальджит Тжиндер
- Олівія Олсон — Ванесса Дуфеншмірц
- Томас Мідлдітч — Гарноз
- Тайлер Олександр Манн — Карл[2]

## Виробництво
11 січня 2011 року міжнародний керівник «Disney Channel» Гері Марш оголосив про плани створення на базі Фінеаса і Ферба у співпраці з одним з продюсерів фільму «Трон: Спадок» Шином Бейлі повнометражного художнього кінофільму. Сценарій був закінчений Деном Повенмайром та Джеффом Маршем 6 вересня 2011 року.
У жовтні 2011 року фільму було присвоєно тимчасову назву «Фінеас і Ферб» та призначено дату виходу 26 липня 2013 року, на яку раніше планувалося випустити фільм «Тор: Царство темряви». Також було оголошено, що для доопрацювання сценарію найнятий Майкл Арндт, який працював над «Історією іграшок 3», продюсування здійснюватиме студія «Mandeville Films», що належить «Disney», а фільм буде сумішшю анімації та живої дії. Трохи раніше з'явилися чутки, що Джим Керрі гратиме Дуфеншмірца «наживо», але Ден Повенмаєр офіційно заявив, що персонажі мультсеріалу залишаться анімованими і у фільмі.
У жовтні 2012 року вихід був зрушений на 2014, а в серпні 2013 фільм був викреслений з виробничих планів. Попри це, Джефф Марш запевнив у своєму Твіттері, що фільм не скасовано, а лише припинено. 12 липня 2015 було знову підтверджено, що сценарій фільму готовий, але його випуск все ще не включений у виробничий розклад Діснея.
11 квітня 2019 року було оголошено, що фільм буде випущений на сервісі «Disney+» під назвою «Phineas and Ferb The Movie: Candace Against the Universe» («Фінеас і Ферб: Кендес проти Всесвіту») протягом року після запуску сервісу, і що Більшість акторського складу збереже свої ролі, крім Томаса Сангстера, якого у ролі Ферба замінить Девід Ерріго-молодший. Було розкрито сюжет, за яким Фінес і Ферб намагаються врятувати свою сестру після того, як її викрали інопланетяни.

## Реліз
Мультфільм був випущений 28 серпня 2020 виключно на платформі «Disney +». За день до цього, 27 серпня, фільм був показаний Золотим учасникам D23.

## Критика
На сайті агрегування оглядів Rotten Tomatoes фільм має рейтинг схвалення 100 %, заснований на 18 оглядах, із середньою оцінкою 7,08 із 10. На «Metacritic» фільм має середньозважену оцінку 77 з 100, засновану на шести відгуках, що вказує на «в цілому позитивні відгуки».
Девід Ерліх з «IndieWire» поставив фільму оцінку «B», назвавши фільм «розумним, кумедним і повним життя». Ден Кой із «Slate» відзначив привабливість оригінального серіалу для різних поколінь і похвалив акцент фільму на Кендес, сказавши: «Ці навіжені герої ніколи не виростуть, але їхній новий фільм ідеально підходить для такої аудиторії».
Гвен Ігнат з «The A.V. Club» поставила фільму оцінку «B», заявивши, що фільм не позбавлений недоліків, сказавши, що «навіть посередній фільм про Фінеаса і Ферба буде добре прийнятий …». Джен Чейні з «Vulture» також дав фільму позитивну рецензію, назвавши його «дружнім до дітей і дорослим комедійним мультфільмом, незмінно чудовим і розумним, як і завжди був серіал».